# 恽姓
恽姓，为中华人民共和国一姓氏。

## 起源
恽姓起源有两支：一、源于春秋，始祖为楚成王熊恽。二、起于汉代，始祖为杨恽。

## 名人
- 恽代英：中国共产党早期领导人。
- 恽圻苍：中国美术家协会会员、原广州美术学院教授、油画系主任、硕士生导师。现已离休。

## 延伸阅读
[在维基数据编辑]
 《欽定古今圖書集成·明倫彙編·氏族典·惲姓部》，出自陈梦雷《古今圖書集成》